# Callichroma auricomum
Espèce
Callichroma auricomum est une espèce d'insectes coléoptères de la famille des Cerambycidae, de la sous-famille des Cerambycinae et de la tribu des Callichromatini.

## Dénomination
Cette espèce a été décrite par l'entomologiste suédois Carl von Linné en 1867 sous le nom de Cerambyx auricomus, puis reclassée en 1816 par Pierre André Latreille dans le genre Callichroma ; Callichroma auricomum est l'appellation binominale qui fait référence.

### Synonymie
- Cerambyx auricomus Linné, 1767 - protonyme
- Callichroma suturale (Fabricius) par White en 1853
- Callichroma auricomum cyanescens (Schmidt, 1924)
- Callichroma auricomum rubescens (Schmidt, 1924)
- Callichroma auricomum viridescens (Schmidt, 1924)
- Callichroma auronicum (Williams, 1931)

## Répartition
Brésil, Colombie, Équateur, Guyana, Guyane, Pérou, Surinam.

### Articles liés
- Callichromatini
- Liste des Cerambycinae de Guyane